# Colocs.tv
Colocs.tv est une série télévisée humoristique québécoise en 23 épisodes de 25 minutes diffusée du 8 mai 2008 au 31 mars 2010 à MusiquePlus.
Elle met en vedette Billy Tellier, Alexandre Barrette, Christo (Christopher Williams) et Les Satiriques (Pierre-Luc Gosselin & Nicholas Savard L'Herbier). Cette émission avait un site web qui rediffusait entièrement les épisodes avec, en prime, des capsules exclusives, des Making-Of, des bloopers, des Vox Pop, un jeu vidéo Mortels colocs et un forum. Le lieu du tournage s'est déroulé en majeure partie dans un véritable appartement de Montréal.

## Synopsis
Cette comédie de situation relate la vie en colocation d’Alexandre et Billy qui tentent de percer dans le milieu de l’humour. Ils doivent toutefois cohabiter avec d’étranges voisins : Les Satiriques (Pierre-Luc Gosselin et Nicholas Savard L’Herbier), véritables génies de la techno, occupent l’appartement du haut, alors que Christo (Christopher Williams), personnage au grand cœur et totalement disjoncté, habite à l’étage du bas. Nos deux Colocs vivront une aventure différente à chaque épisode : chercher un gérant, passer une audition ou préparer une entrevue importante, le tout afin de réaliser leur but : monter un grand spectacle d’humour au Stade Olympique. 

## Production
Née d’une réelle colocation entre les deux humoristes, la série a été inspirée du spectacle Les colocs de l’humour, présenté lors du Festival Juste pour rire en 2006. Dans la foulée du succès remporté par le spectacle, Alexandre et Billy, en collaboration avec Comédie Shop Management, développèrent le projet télé. Élément intéressant, les cinq acteurs de la série se partagent la tâche comme scénaristes, réalisateurs, monteur d’effets spéciaux, en plus d’assurer la direction d’acteurs et la composition musicale. 
Alexandre Barrette et Billy Tellier sont diplômés de l’École nationale de l’humour. Alexandre a été couronné découverte de l’année au Gala des Oliviers en 2007, alors que Billy partageait le prix d’auteur de l’année avec les coauteurs du spectacle Tout est relatif de Laurent Paquin. Billy a aussi remporté le Prix de la relève Juste pour rire en 2004. Pour sa part, Christopher Williams a remporté le prix de découverte de l’année en 2005 au Gala des Oliviers en plus du prix de la relève Juste pour rire en 2003. Quant à eux, Les Satiriques ont reçu le Prix du public au Festival Artstrokefilms (2006) à Montréal.

## Distribution
- Alexandre Barrette : Alexandre
- Billy Tellier : Billy
- Christopher Williams : Christo
- Pierre-Luc Gosselin : Pierre-Luc
- Nicholas Savard-L'Herbier : Nick
- Magalie Lépine-Blondeau : Mélanie
- Denis Houle : Denis
- Tammy Verge : Manon
- Alexandre Préfontaine : Alex
- Justine Jacques : Cathy
- Sébastien Beaulac : Policier
- Ansie St-Martin : Voyante
- Cathy Labrecque : Kathy Bates

### Invités
Quelques personnalités importantes ont fait des apparitions durant les épisodes.
- Laurent Paquin : Le déménagement
- David Gagné : Le déménagement
- François Pérusse : Le kidnapping
- Gilbert Rozon : Le showcase
- Dany « Babu » Bernier : L'entrevue
- Chéli Sauvé-Castonguay : L'entrevue
- Annie Dufresne : L'entrevue
- Anthony Kavanagh : La chicane
- Marie-Mai : Colocs.tv Le variété
- Kaïn : Colocs.tv Le variété
- Charly Pop : Colocs.tv Le variété
- Véronique Cloutier
- Charles Lafortune

## Fiche technique
- Scénaristes : Alexandre Barrette, Billy Tellier, Nicholas Savard-L’Herbier, Christopher Williams, Pierre-Luc Gosselin
- Réalisation : Pierre-Luc Gosselin et Nicholas Savard-L’Herbier
- Société de production : Novem Télévision

## Épisodes

### Première saison (2008)
1. Le Déménagement
2. Le Gérant
3. Le Pari
4. Le Kidnapping
5. Le Showcase
6. Le Vol
7. La Gérante
8. L'entrevue
9. La Chicane
10. Le Stade

- Spécial: Colocs.tv Le variété

### Deuxième saison (2010)
Elle a été diffusée à partir du 6 janvier 2010.
1. Le Triplex
2. Le Concierge
3. Cathy is Back
4. La Compétition
5. Y'a d'la Joie
6. L'Ultimatum
7. Laurent Paquin
8. Publicité Poche
9. Le Huis Clos
10. L'Accident
11. Lettres Haineuses
12. Les Soupçons
13. Prise d'Otage